# 샤를루아 전투
샤를루아 전투(프랑스어: Bataille de Charleroi)는 제1차 세계 대전 서부 전선에 있는 벨기에 에노주 샤를루아에서 벌어진 전투로 국경 전투의 일부다. 프랑스의 패배는 나뮈르 공성전에 악영향을 줬다.